# Запобіжний звід
Запобіжний звід — положення механізму ручної вонепальної зброї, коли курок вогнепальної зброї частково — але не повністю — зведений. Багато зброї, загалом старої, має виріз у щиколотці курка, який дозволяє зробити запобіжний звід — така позиція не дозволяє зробити постріл, перешкоджаючи ударнику діяти на капсуль запалення або набої. Така позиція курка використовувалася, наприклад, для заряджання зброї. Досі в англійській мові використовується вираз «going off half-cocked», який походить від поломки механізму запобіжного зводу, що утримує курок від завдання удару по капсулю. Дана функція призначена для запобігання здійсненню випадкового пострілу, коли патрон знаходиться в патроннику — наприклад, у пістолеті ТТ. Для цього курок на пістолеті частково відводять назад і фіксують в середньому положенні. Для здійснення пострілу необхідно було звести курок до кінця.
Запобіжний звід був винайдений відносно давно — ще в XVI столітті його застосовували в конструкції збройових замків «мікеле» в кременевих рушницях.

## Перші зразки
Перші кременеві замки потребували запобіжного зводу для додавання натруски на полицю, при підготовці зброї для пострілу, після заряджання зброї. Деякі ранні типи револьверів, наприклад револьвер Colt 1851 Navy, потребували поставити курок на запобіжний звід, щоб можна було обертати барабан для зарядки зброї. Зазвичай таку зброю заряджали лише у 5 камор, а одну залишали порожньою для безпечного використання зброї. Проте деякі стрільці використовували запобіжний звід як перші запобіжники для носіння зброї з повним барабаном.
Також деякі ранні типи важільних гвинтівок під унітарний набій — наприклад гвинтівка Winchester Model 94 — мали запобіжний звід, який слугував запобіжником, утримуючи курок від ударника, коли зброя була заряджена. Зараз така практика не дуже поширена, але використовується багатьма мисливцями при перенесенні зарядженої зброї.  Запобіжний звід не впливає на заряджання такої зброї.

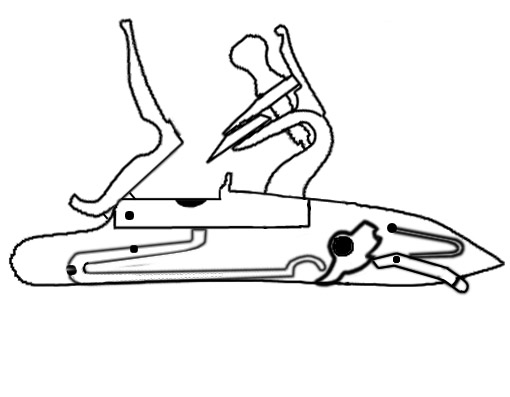
Кременевий замок: курок спущено, полку відкрито.
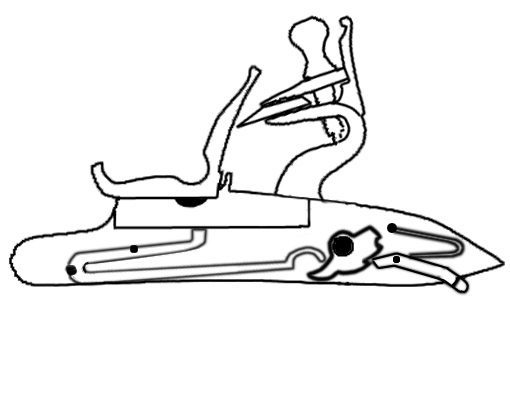
Курок на запобіжному зводі, полиця заряджена.
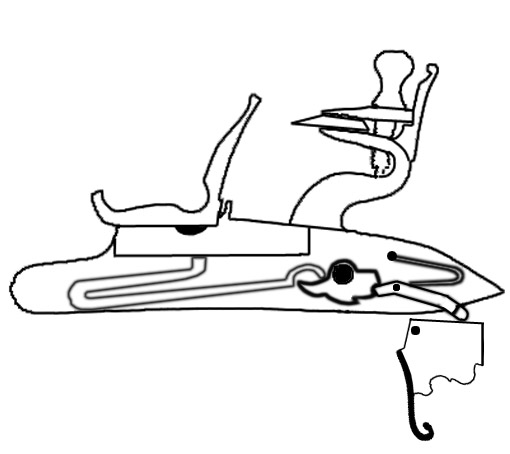
Курок на бойовому зводі. Замок готовий до стрільби.

## Типові приклади і поломки
Зазвичай це тонка металева пластина з пружиною, вставлена біля курка, курок може бути частиною ударника або механічно прикріпленою частиною до стрижня ударника. При швидкому зведенні курка/ударника до бойового зводу, пластина не потрапляє до вирізу курка і зі зброї можна відкривати вогонь. При повільному взведенні курка/ударники пластина потрапляє у виріз курка, таким чином запобігаючи курку/ударнику рухатися вперед для здійснення пострілу.
На практиці цей механізм при постійному використанні швидко виходить з ладу і тому при постановці на запобіжний звід можуть бути випадки незапланованої стрільби. Це може відбутися при падінні зарядженої зброї, яка стоїть на запобіжному зводі.

## Інші функції напівзводу
У конструкції револьверів з ударно-спусковим механізмом одинарної дії напівзвід застосовувався для полегшення перезарядження зброї.
Напівзведений курок займає середнє положення, і бійчик при цьому не торкається капсуля патрона, що дає можливість провертати барабан при заряджанні і перезарядженні.
У конструкціях деяких автоматичних пістолетів, запобіжний звід полегшує роботу затвора при досиланні патрона в патронник при здійсненні першого пострілу.